# Lac Dongqian
Le lac Dongqian est un lac chinois d'une superficie de 20 km2, situé dans la province du Zhejiang. Il est le plus grand lac naturel de la province.
La préservation de l'environnement est devenu à la fin des années 2010 une priorité des pouvoirs publics, qui se basent sur le modèle du lac d'Annecy.

## Source de la traduction
- (en) Cet article est partiellement ou en totalité issu de l’article de Wikipédia en anglais intitulé « Dongqian Lake » (voir la liste des auteurs).